# Ribeirão (Vila Nova de Famalicão)
Ribeirão es una freguesia portuguesa del concelho de Vila Nova de Famalicão, con 10,91 km² de superficie y 8.298 habitantes (2001). Su densidad de población es de 760,6 hab/km².